# Automotrici RA 001-004
Le automotrici ad accumulatori RA 001 ÷ 004 prestarono servizio tra il 1899 e il 1903 su alcune tratte della Rete Adriatica afferenti a Bologna, nell'ambito di uno dei quattro esperimenti di trazione elettrica promossi dalla Commissione Nicoli-Grismayer.

## Storia
Le prime automotrici iniziarono il servizio regolare il 1º maggio 1899 sulla tratta Bologna-San Felice sul Panaro della linea Bologna-Verona, a quel tempo non ancora completata, dando inizio al secondo dei quattro esperimenti di trazione elettrica previsti dalla Commissione Nicoli-Grismayer.

Dal dicembre 1901, grazie alla maggiore disponibilità di materiale, l'esercizio fu esteso ad alcune corse tra Bologna e Modena e tra Bologna e Ferrara.
Nonostante l'esperimento di trazione elettrica ad accumulatori avesse dato meno problemi di quello della Rete Mediterranea sulla Milano-Monza e che le automotrici RA, per la maggiore potenza dei loro motori, fossero in grado di trainare una carrozza di circa 12 tonnellate, la sperimentazione cessò nel 1903, prima dell'analoga lombarda.
Alla fine dell'esperimento le automotrici furono prima accantonate e poi private dei motori per essere utilizzate come carrozze ordinarie per l'appoggio ai treni cantiere.

## Caratteristiche
Le automotrici disponevano di una capacità totale di 75 posti (20 di 1ª classe, 32 di 2ª e 23 in piedi) ed erano mosse da due motori a corrente continua della potenza complessiva di 26 kW continuativi, disposti sull'asse esterno di ciascun carrello, che consentivano loro di raggiungere la velocità di 60 km/h.
Ognuna di esse era equipaggiata con una batteria di accumulatori tipo Pescetto di 288 elementi, suddivisi in tre sezioni di 96 elementi caduna, montate nel sottocassa della vettura su guide scorrevoli per agevolarne la sostituzione.

Le batterie erano collegate a un armadio elettrico adiacente al compartimento bagagli della vettura, da cui era possibile escludere l'eventuale sezione in avaria o in caso di anticipata scarica. Le sezioni potevano inoltre essere collegate in serie e parallelo per mezzo dei controller presenti nelle cabine di guida, in modo da realizzare, unitamente al collegamento in serie e parallelo dei motori di trazione, un adeguato numero di caratteristiche di marcia.
La regolazione della velocità nelle varie combinazioni in serie e parallelo dei motori era realizzata con l'esclusione progressiva del reostato di avviamento.
La ricarica degli accumulatori veniva effettuata presso l'officina per l'illuminazione elettrica della stazione di Bologna, la cui disponibilità fu la ragione principale per cui fu scelta la Bologna-San Felice sul Panaro per la sperimentazione.